# Jan Erixon
Jan Erik Erixon, född 8 juli 1962 i Skellefteå, Västerbottens län, är en svensk före detta ishockeyspelare som har spelat för Skellefteå AIK och New York Rangers.

## Karriär
Erixon debuterade i Elitserien för Skellefteå AIK under säsongen 1980/81, som resulterade i 7 mål och 6 assists på 35 matcher.
Under Juniorvärldsmästerskapet 1981 var Erixon med och vann JVM-guld, och blev även uttagen till Allstar-laget under turneringen. Han spelade senare i Tre Kronor under Canada Cup 1981, bland annat tillsammans med JVM-kamraten Patrik Sundström.
Säsongen 1982/83 gjorde Erixon 29 poäng på 36 matcher. Under den föregående säsongen hade han draftats av New York Rangers i andra rundan som 30:e namn totalt, och efter att Erixon gjort sig ett namn i både Elitserien och Tre Kronor, flyttade han över till NHL inför säsongen 1983/84. Väl i NHL blev Erixon mer ansedd som defensivspecialist än poängkung. Han gjorde exempelvis aldrig 10 mål under någon av sina 10 säsonger med New York Rangers.
Inför säsongen 1993/94 återvände han till moderklubben Skellefteå AIK, som vid den tidpunkten hamnat i division 1, och producerade där 12 poäng på 13 matcher, samtidigt som New York Rangers vann Stanley Cup-slutspelet 1994.
Utanför ishockeyn gjorde sig Erixon känd genom ett flertal bidrag till välgörande ändamål och blev säsongen 1987–1988 tilldelad Extra Effort Award, ett årligt pris som går till den New York Rangers-profil som under en säsong gjort mest för att hjälpa andra. 
Förutom sina framgångar som junior blev det totalt 42 A-landskamper fördelade på 1 Canada Cup (1981) och 2 VM (1982 och 
1983).
Erixons son Tim Erixon spelar också ishockey.

## Meriter
- U20 JVM 1981:
  - JVM-Guld [1]
  - Uttagen till Allstar Team [1]
- Extra Effort Award 1987/88
- 42 A-landskamper för Sverige

## Klubbar
- Skellefteå AIK (1980/81–1982/83, 1993/94) [1]
- New York Rangers (1983/84–1992/93) [1]